# Coupe de Luxembourg 1972-1973
La Coppa di Lussemburgo 1972-1973 è stata la 48ª edizione della coppa nazionale lussemburghese disputata tra il 27 agosto 1972 e il 2 giugno 1973 e conclusa con la vittoria del Jeunesse Esch, al suo quinto titolo.

## Formula
Eliminazione diretta in gara unica con la eccezione dei quarti di finale e delle semifinali che si sono giocate in gare di andata e ritorno.

### Turno di qualificazione
| Squadra 1                   | Risultato   | Squadra 2                   |
| --------------------------- | ----------- | --------------------------- |
| 27 agosto 1972              |             |                             |
| Alzetta Cruchten            | 2 − 6       | Kischpelt Wilwerwiltz       |
| Arantia Berdorf             | 5 − 1       | Colmar-Berg                 |
| Berdenia Berbourg           | 4 − 1       | Jeunesse Canach             |
| Beyren                      | 1 − 16      | US Esch                     |
| Blo-Weiss Madernach         | 1 − 0       | Wiltz 71                    |
| Bourscheid                  | 4 − 8       | Jeunesse Gilsdorf           |
| Bous                        | 3 − 2       | Hamm 37                     |
| Hobscheid                   | 8 − 0       | Mertert                     |
| Hosingen                    | 2 − 3       | Jeunesse Useldange          |
| Iska Boys Simmern           | 1 − 3       | Racing Rodange              |
| Les Aiglons Dalheim         | 1 − 2       | AS Luxembourg               |
| Les Montagnards Weiswampach | 1 − 0       | Jeunesse Schieren           |
| Mansfeldia Clausen          | 4 − 2 (dts) | Etoile Sportive Schouweiler |
| Marisca Mersch              | 0 − 2       | Differdange                 |
| Minière Lasauvage           | 4 − 0       | Résidence Walferdange       |
| Munsbach                    | 1 − 6       | Red Boys Aspelt             |
| Noertzange                  | 1 − 4       | Tricolore Gasperich         |
| Racing Troisvierges         | 1 − 0       | Feulen                      |
| Remich                      | 1 − 4       | Kopstal 33                  |
| Sporting Beckerich          | 3 − 4       | Atert Bissen                |
| Tarwat Tarchamps            | 7 − 0       | Boevange/Attert             |
| Titus Lamadelaine           | 4 − 3       | Amis des Sports Schifflange |
| US Bascharage               | 4 − 2       | Luna Oberkorn               |
| Yellow Boys Weiler-la-Tour  | 4 − 1       | Mamer 32                    |

### 1º Turno preliminare
| Squadra 1                     | Risultato       | Squadra 2                   |
| ----------------------------- | --------------- | --------------------------- |
| 1° ottobre 1972               |                 |                             |
| Alisontia Steinsel            | 5 − 1           | Jeunesse Junglinster        |
| Arantia Berdorf               | 5 − 2 (dts)     | Kischpelt Wilwerwiltz       |
| AS Luxembourg                 | 3 − 4           | Tricolore Gasperich         |
| Atert Bissen                  | 1 − 2           | Blo-Weiss Madernach         |
| Berdenia Berbourg             | 5 − 4           | UNA Strassen                |
| Brouch                        | 1 − 3           | Lorentzweiler               |
| Ehlerange                     | 3 − 3 (8-6 dtr) | Olympique Eischen           |
| Ell                           | 2 − 1           | Jeunesse Useldange          |
| Folschette                    | 2 − 2 (5-6 dtr) | Les Montagnards Weiswampach |
| Hobscheid                     | 5 − 4 (dts)     | Avenir Flaxweiler           |
| Jeunesse 07 Kayl              | 0 − 1           | Sanem                       |
| Jeunesse Biwer                | 2 − 0           | Kehlen                      |
| Jeunesse Gilsdorf             | 2 − 6 (dts)     | Racing Troisvierges         |
| Jeunesse Koerich              | 3 − 5           | Rapid Neudorf               |
| Kopstal 33                    | 1 − 0           | Titus Lamadelaine           |
| Mansfeldia Clausen            | 6 − 1           | Mondercange                 |
| Minerva Lintgen               | 4 − 1           | Bous                        |
| Minière Lasauvage             | 2 − 3           | Racing Rodange              |
| Olympia Christnach/Waldbillig | 3 − 0           | Progrès Grund               |
| Pratzerthal                   | 2 − 5 (dts)     | Sporting Mertzig            |
| Rambrouch                     | 3 − 2           | Tarwat Tarchamps            |
| Red Boys Aspelt               | 4 − 2 (dts)     | US Esch                     |
| Reisdorf                      | 3 − 2           | Young Boys Diekirch         |
| Rodange                       | 3 − 1           | Erpeldange 72               |
| Sporting Bertrange            | 1 − 4           | Etoile Sportive Clemency    |
| Syra Mensdorf                 | 0 − 6           | Blo-Weiss Itzig             |
| US Bascharage                 | 3 − 2           | Vinesca Ehnen               |
| Yellow Boys Weiler-la-Tour    | 1 − 0           | Differdange                 |

### 2º Turno preliminare
| Squadra 1                  | Risultato       | Squadra 2                     |
| -------------------------- | --------------- | ----------------------------- |
| 5 novembre 1972            |                 |                               |
| Alisontia Steinsel         | 2 − 1           | Racing Rodange                |
| Blo-Weiss Itzig            | 1 − 1 (5-6 dtr) | Sanem                         |
| Blo-Weiss Madernach        | 0 − 2           | Lorentzweiler                 |
| Ehlerange                  | 0 − 2           | Kopstal 33                    |
| Hobscheid                  | 3 − 2           | Etoile Sportive Clemency      |
| Mansfeldia Clausen         | 3 − 4 (dts)     | Rapid Neudorf                 |
| Minerva Lintgen            | 1 − 0           | Olympia Christnach/Waldbillig |
| Racing Troisvierges        | 4 − 1           | Ell                           |
| Rambrouch                  | 1 − 5           | Les Montagnards Weiswampach   |
| Red Boys Aspelt            | 0 − 2           | Berdenia Berbourg             |
| Reisdorf                   | 4 − 1           | SC Rodange                    |
| Sporting Mertzig           | 3 − 4           | Arantia Berdorf               |
| Tricolore Gasperich        | 2 − 1           | Jeunesse Biwer                |
| Yellow Boys Weiler-la-Tour | 2 − 3           | US Bascharage                 |

### 3º Turno preliminare
| Squadra 1             | Risultato   | Squadra 2                   |
| --------------------- | ----------- | --------------------------- |
| 17 dicembre 1972      |             |                             |
| Arantia Berdorf       | 1 − 7       | Steinfort                   |
| Arminia Weidingen     | 4 − 1       | Les Montagnards Weiswampach |
| Berdenia Berbourg     | 0 − 2       | CS Hollerich                |
| Egalité Weimerskirch  | 0 − 2       | Jeunesse Wasserbillig       |
| Grevenmacher          | 5 − 1       | Sandweiler                  |
| Hobscheid             | 1 − 2       | Daring Echternach           |
| Jeunesse Hautcharage  | 4 − 0       | Hostert                     |
| Kopstal 33            | 0 − 1       | The Belval Belvaux          |
| Mondorf               | 2 − 0       | Chiers Rodange              |
| Racing Troisvierges   | 2 - 3       | Minerva Lintgen             |
| Rapid Neudorf         | 0 − 2       | Koeppchen Wormeldange       |
| Red Black Pfaffenthal | 3 − 0       | Swift Hesperange            |
| Red Star Merl/Belair  | 2 − 1       | Progrès Niedercorn          |
| Reisdorf              | 1 − 3       | Alliance Dudelange          |
| Stade Dudelange       | 6 − 2       | Alisontia Steinsel          |
| Tricolore Gasperich   | 0 − 11      | Pétange                     |
| US Bascharage         | 3 − 4 (dts) | Orania Vianden              |
| US Dudelange          | 3 − 2       | Blue Boys Muhlenbach        |
| Victoria Rosport      | 2 − 1       | Oberkorn                    |
| Sanem                 | 0 − 0 (dts) | Lorentzweiler               |

| Squadra 1                    | Risultato       | Squadra 2     |
| ---------------------------- | --------------- | ------------- |
| 24 dicembre 1932 (Spareggio) |                 |               |
| Sanem                        | 0 − 0 (3-1 dtr) | Lorentzweiler |

### Sedicesimi di finale
| Squadra 1             | Risultato   | Squadra 2                |
| --------------------- | ----------- | ------------------------ |
| 4 febbraio 1973       |             |                          |
| Arminia Weidingen     | 0 − 3       | Spora Luxembourg         |
| CS Hollerich          | 6 − 1       | Jeunesse Wasserbillig    |
| Daring Echternach     | 5 − 3       | US Dudelange             |
| Grevenmacher          | 1 − 3       | Tetange                  |
| Jeunesse Hautcharage  | 3 − 2       | Etzella Ettelbruck       |
| Koeppchen Wormeldange | 2 − 1       | Avenir Beggen            |
| Minerva Lintgen       | 0 − 5       | Union Luxembourg         |
| Mondorf               | 2 − 5       | Jeunesse Esch            |
| Orania Vianden        | 3 − 1       | Sporting Bettembourg     |
| Pétange               | 4 − 0       | Rumelange                |
| Red Star Merl/Belair  | 0 − 2       | Fola Esch                |
| Sanem                 | 0 − 11      | Red Boys Differdange     |
| Steinfort             | 2 − 0       | Red Black Pfaffenthal    |
| The Belval Belvaux    | 1 − 2       | Stade Dudelange          |
| Victoria Rosport      | 1 − 5       | The National Schifflange |
| Alliance Dudelange    | 0 − 0 (dts) | Aris Bonnevoie           |

| Squadra 1                   | Risultato | Squadra 2          |
| --------------------------- | --------- | ------------------ |
| 15 febbraio 1973(Spareggio) |           |                    |
| Aris Bonnevoie              | 1 − 0     | Alliance Dudelange |

### Ottavi di finale
| Squadra 1             | Risultato   | Squadra 2                |
| --------------------- | ----------- | ------------------------ |
| 6 maggio 1973         |             |                          |
| CS Hollerich          | 1 − 0       | Tetange                  |
| Daring Echternach     | 0 − 1       | Red Boys Differdange     |
| Fola Esch             | 5 − 1       | The National Schifflange |
| Jeunesse Hautcharage  | 0 − 4       | Jeunesse Esch            |
| Koeppchen Wormeldange | 1 − 4       | Pétange                  |
| Orania Vianden        | 1 − 0       | Union Luxembourg         |
| Stade Dudelange       | 5 − 1       | Steinfort                |
| Aris Bonnevoie        | 1 − 1 (dts) | Spora Luxembourg         |

| Squadra 1                  | Risultato       | Squadra 2        |
| -------------------------- | --------------- | ---------------- |
| 10 maggio 1973 (Spareggio) |                 |                  |
| Aris Bonnevoie             | 1 − 1 (4-2 dtr) | Spora Luxembourg |

### Quarti di finale
•L'andata giocata il 13 maggio e il ritorno giocato il 17 maggio del 1973.
| Squadra 1     | Totale | Squadra 2            | Andata | Ritorno |
| ------------- | ------ | -------------------- | ------ | ------- |
| CS Hollerich  | 2 - 6  | Orania Vianden       | 1 - 1  | 1 - 5   |
| Fola Esch     | 6 - 4  | Aris Bonnevoie       | 4 - 2  | 2 - 2   |
| Jeunesse Esch | 7 - 2  | Stade Dudelange      | 5 - 0  | 2 - 2   |
| Pétange       | 2 - 1  | Red Boys Differdange | 1 - 0  | 1 - 1   |

### Semifinali
•L'andata giocata il 20 maggio e il ritorno giocato il 23 maggio del 1973.
| Squadra 1      | Totale | Squadra 2 | Andata | Ritorno |
| -------------- | ------ | --------- | ------ | ------- |
| Jeunesse Esch  | 6 - 1  | Pétange   | 4 - 1  | 2 - 0   |
| Orania Vianden | 2 - 3  | Fola Esch | 0 - 2  | 2 - 1   |

## Finale
| Arbitro: | Jacques Colling |

|                          |           |                 |
| Hoffmann 54’, 106’, 114’ | Marcatori | 58’, 119’ Melde |

| Jeunesse Esch | Fola Esch |

### Formazioni
| Jeunesse Esch   |    |                                         |                 |  |  |
|                 |    |                                         |                 |  |  |
| POR             | 1  | René Hoffmann                           |                 |  |  |
| DIF             | 2  | Jeannot Schaul (91' Jean-Pierre Hnatow) |                 |  |  |
| DIF             | 3  | Léon Schmit                             |                 |  |  |
| DIF             | 4  | Mario Morocutti                         |                 |  |  |
| DIF             | 5  | Robert Da Grava                         |                 |  |  |
| DIF             | 6  | Guy Allamano (105' François Muller)     |                 |  |  |
| CEN             | 7  | Pierrot Langer                          |                 |  |  |
| CEN             | 8  | Léon Mond                               |                 |  |  |
| ATT             | 9  | Dominique Di Genova                     |                 |  |  |
| ATT             | 10 | André Zwally                            |                 |  |  |
| ATT             | 11 | Jean-Pierre Hoffmann                    | 54’, 106’, 114’ |  |  |
| A disposizione: |    |                                         |                 |  |  |
| Allenatore:     |    |                                         |                 |  |  |
| Willi Macho     |    |                                         |                 |  |  |

| Fola Esch       |    |                                       |           |  |  |
|                 |    |                                       |           |  |  |
| POR             | 1  | Bruno Ferrero                         |           |  |  |
| DIF             | 2  | Jos Hummer                            |           |  |  |
| DIF             | 3  | Eugène Smolarsky                      |           |  |  |
| DIF             | 4  | Constant Wagner (79' Fernand Weyrich) |           |  |  |
| DIF             | 5  | Georges Steffen                       |           |  |  |
| DIF             | 6  | Henry Ronconi                         |           |  |  |
| CEN             | 7  | Georges Tonnar                        |           |  |  |
| CEN             | 8  | Bert Heger (12' Fieresco)             |           |  |  |
| ATT             | 9  | Josy Melde                            | 58’, 119’ |  |  |
| ATT             | 10 | Johny Hopp                            |           |  |  |
| ATT             | 11 | Bernard Jubert                        |           |  |  |
| A disposizione: |    |                                       |           |  |  |
| Allenatore:     |    |                                       |           |  |  |
| Albert Schaack  |    |                                       |           |  |  |